# 2149 Schwambraniya
A 2149 Schwambraniya (ideiglenes jelöléssel 1977 FX) a Naprendszer kisbolygóövében található aszteroida. Nyikolaj Csernih fedezte fel 1977. március 22-én.